# École de Management Léonard De Vinci
Die École de Management Léonard De Vinci (EMLV) ist eine internationale Wirtschaftshochschule und eine der führenden Grandes Ecoles in Frankreich. Sie wurde 1995 gegründet. Sie verfügt über einen eigenen Campus in Paris La Défense (Pôle universitaire Léonard-de-Vinci).
Die Studiengänge haben die dreifache internationale Akkreditierung von EFMD,  CEFDG (Commission d’évaluation des formations et diplômes de gestion) und AMBA. 
Die Schule verfügt über ein Netzwerk von 4300 Alumni. Im Ranking der französischen Business-Schools von Le Figaro liegt sie 2022 auf Platz 19.